# Geografía de Mato Grosso
El estado brasileño de Mato Grosso tiene 903.357,908 km² de área, lo que lo hace el tercero más extenso del país tras los estados del Amazonas y de Pará. El área urbana de Mato Grosso es de 519,7 km², lo que coloca al estado en 11.º lugar en el orden de estados con mayor mancha urbana.
Localizado en el Centro-Oeste brasileño, queda en el centro geodésico de América Latina. Cuiabá, la capital, está localizada exactamente en medio del camino entre el Atlántico y el Pacífico, o sea, en línea recta es el punto más céntrico del continente. El punto exacto fue calculado por el Mariscal Rondon durante sus expediciones por el estado y está marcado con un monumento, el obelisco de la Cámara de los Concejales.
Mato Grosso es un estado con altitudes modestas, el relieve presenta grandes superficies aplanadas, talladas en rocas sedimentarias y comprende tres regiones distintas: en la porción centro-norte del estado, existen las mesetas sedimentarias y planaltos cristalinos (con altitudes entre 400 y 800 m), que integran el planalto central brasileño. En el planalto arenisco-basáltico, localizado en el Sur, porción sencilla de la meseta meridional. La parte del Pantanal Mato-Grosense, tierras bajas de la porción centro-occidental.
Debido a la gran extensión Este-Oeste, el territorio brasileño comprende cuatro husos horarios situados a Oeste de Greenwich. El Estado de Mato Grosso comprende el huso horario cuatro negativo (-4). Presenta, por lo tanto, 4 horas a menos, teniendo como referencia Londres, el horario GMT. 

## Clima
Mato Grosso es un estado de clima muy variado. Su capital, Cuiabá, es una de las ciudades más cálidas de Brasil, con una temperatura media que gira en torno a 24 °C y no es raro batir los 40°. Pero en 60 km, en Chapada de Guimarães, el clima ya cambia completamente. Es más agradable, con vientos diurnos y noches frías. Chapada ya registró temperaturas negativas, hecho nunca ocurrido en Cuiabá.
El estado de Mato Grosueso presenta sensible variedad de climas. Prevalece el tropical super-húmedo de monzón, con elevada temperatura media anual, superior a 24 °C y alta pluviosidad (2000 mm anuales); y el tropical, con lluvias de verano e invierno seco, caracterizado por medias de 23 °C en el planalto. La pluviosidad es alta también en ese clima: excede la media anual de 1500 mm.

## Vegetación
La vegetación del estado forma parte de la vegetación de la Floresta Amazónica, Cerrado y rangos de transición como el Pantanal, Xingu y Cachimbo. La vegetación amazónica es la mayor floresta del mundo cubriendo parte de 8 países, cubriendo también la región norte del estado, llamada también de Amazonia Legal, sus principales características son los árboles grandes y el suelo forestal pobre, sobreviviendo del húmus de las hojas. La región con vegetación de cerrado es la mayor parte del estado, en consonancia con la organización Internacional Conservation el 58% del cerrado fue sustituido por la agricultura de soja y algodón. El complejo del Pantanal es la mayor área inundaa del mundo y la de mayor diversidad animal y vegetal en la parte sur de Mato Grosso, en 2001 fue reconocido por la UNESCO como Patrimonio Natural de la Humanidad.
Mato Grosso es un estado privilegiado en términos de biodiversidad. Es el único de Brasil en tener, tres de los principales biomas del país: Amazonia, Cerrado y Pantanal.

### Cerrado
Una vegetación riquísima con una biodiversidad gigante, el Cerrado es el principal bioma del Centro-Oeste brasileño. Ya fue retratado en los libros de Guimarães Rosa y otros poetas y es considerada la sabana brasileña. En Mato Grosso, el cerrado cubre el38,29% de todo el territorio. Localizado principalmente en las depresiones de Alto Paraguay - Guaporé, el sur y el sudeste del planalto de los Parecis y al sur del paralelo 13°, hasta los límites de Mato Grosso del Sur.
La riqueza florística del cerrado sólo es menor  que la de las florestas tropicales húmedas. La vegetación está compuesta por gramíneas, arbustos y árboles dispersos. Los árboles tienen troncos retorcidos y raíces largas, que permiten la absorción del agua aún durante la estación seca del invierno.
En el ambiente del Cerrado son conocidas, hasta el momento, más de 1.500 especies de animales, entre vertebrados (mamíferos, aves, peces, reptiles y anfibios) e invertebrados (insectos, moluscos, etc). Cerca de 161 de las 524 especies de mamíferos del mundo están en el Cerrado. Presenta 837 especies de aves, 150 especies de anfibios y 120 especies de reptiles. 

### Pantanal

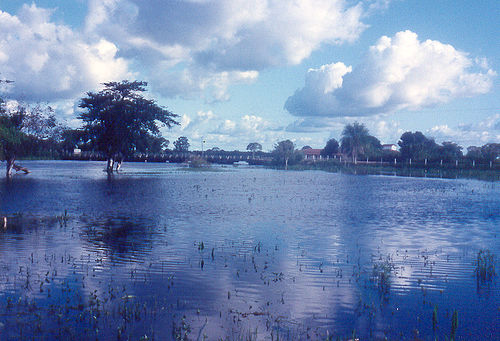
Pantanal en Mato Grosso

Es la mayor área inundada del planeta, con una fauna exuberante y escenarios que encantan a cualquier visitante. A pesar de ocupar sólo el 7,2% del estado, el Pantanal es el bioma más alabado cuando se habla de Mato Grosso. Considerado por la UNESCO Patrimonio Natural Mundial y Reserva de la Biósfera.
La fauna pantaneira es muy rica, probablemente de más rica del planeta. Hay 650 especies de aves. Sólo a título de comparación: en Brasil entero existen 1.800 aves catalogadas. Tal vez la más espectacular sea el ara-azul-grande, una especie amenazada de extinción. Hay aún tuiuiús (símbolo del Pantanal), tucanes, periquitos, garzas, beija-flores, jaçanãs, emas, seriemas, papagayos, colhereiros, gaviões, carcarás y curicacas.
En el Pantanal ya fueron catalogadas más de 1.100 especies de mariposas. Se cuentan más de 80 especies de mamíferos, siendo los principales la onça-pintada (que alcanza 1,2 m de longitud, 85 cm de altura y pesa hasta 150 kg), capivara, lobinho, veado-campeiro, lobo-guará, mono-clavo, ciervo del pantanal, bugio, cerdo del mato, tamanduá, anta, bicho-preguiça, ariranha, quati, tatu y otros.
La vegetación pantaneira es un mosaico de cinco regiones distinguidas: Floresta Amazónica, Cerrado, Caatinga, Mata Atlántica y Chaco (paraguayo, argentino y boliviano). Durante la sequía, los campos se vuelven amarillos y constantemente la temperatura desciende a niveles abajo de 0 °C, con registro de heladas, influenciadas por los vientos que llegan del sur del continente. 

### Amazonia
Existen dos tipos de florestas en Mato Grosso: la Floresta Amazónica y la Floresta Estacional. Ellas ocupan cerca de 50% del territorio mato-grosense. Concentrada en el norte del estado, la Amazonia es lo que existe más complejo en términos de biodiversidad en el mundo.
Debido a la dificultad de entrada de luz, por la abundancia y grosor de las copas, la vegetación rastrera es muy escasa en la Amazonia. Los animales también. La mayor parte de la fauna amazónica está compuesta de animales que habitan las copas de los árboles. No existen animales de grande porte en el bioma, como en el Cerrado. Entre las aves de la copa están los papagayos, tucanes y pica-palos. Entre los mamíferos están los murciélagos, roedores, monos y marsupiales.
Es una de las tres grandes florestas tropicales del mundo. El clima en la floresta Amazónica es ecuatorial, cálido y húmedo, debido a la proximidad a la Línea de Ecuador (continua a la Mata Atlántica), con la temperatura variando poco durante el año. Las lluvias son abundantes, con las medias de precipitación anuales variando de 1500 mm a 1700 mm. El periodo lluvioso dura seis meses.
El nombre Amazonia deriva de "amazonas", mujeres guerreras de la mitología griega.

## Hidrografía
Mato Grosso es uno de los lugares con mayor volumen de agua dulce en el mundo. Considerado la caja de agua de Brasil por cuenta de sus incontables ríos, acuíferos y manantiales. El planalto de los Parecis, que ocupa toda la porción centro-norte del territorio, es el principal divisor de aguas del estado. Reparte las aguas de las tres cuencas hidrográficas más importantes de Brasil: Cuenca Amazónica, Cuenca de Paraguay y Cuenca del Tocantins.
Los ríos de Mato Grosso están divididos en esas tres grandes cuencas hidrográficas que integran el sistema nacional, sin embargo, debido a la enorme riqueza hídrica del estado, mucho ríos poseen características específicas y conexiones tan estrechas con los locales que atraviesan que representan, por sí solo, una unidad geográfica, recibiendo el nombre de subcuencas.
Las principales subcuencas del estado son: Subcuenca del Guaporé, Subcuenca del Aripuanã, Subcuenca del Juruena-Arinos, Subcuenca del Teles Pires y Subcuenca del Xingu.
Los ríos pertenecientes a la Cuenca Amazónica drenan dos tercios del territorio mato-grosense.

## Geología
En la escala geológica el periodo Precámbrico fue la formación de la región del Cachimbo y el asentamiento de la cuenca del Araguaia-Tocantins, Xingu, Cuiabá y Alto Paraguay. En la era Paleozoica con la formación de la Sierra de San Vicente. En la era Mesozoica con la formación de la cuenca de Paraná, incluyendo Chapada de Guimarães) y la chapada de los Parecis. En la era Cenozoica ocurrieron sedimentos en la cuenca del Pantanal e Isla del Bananal.

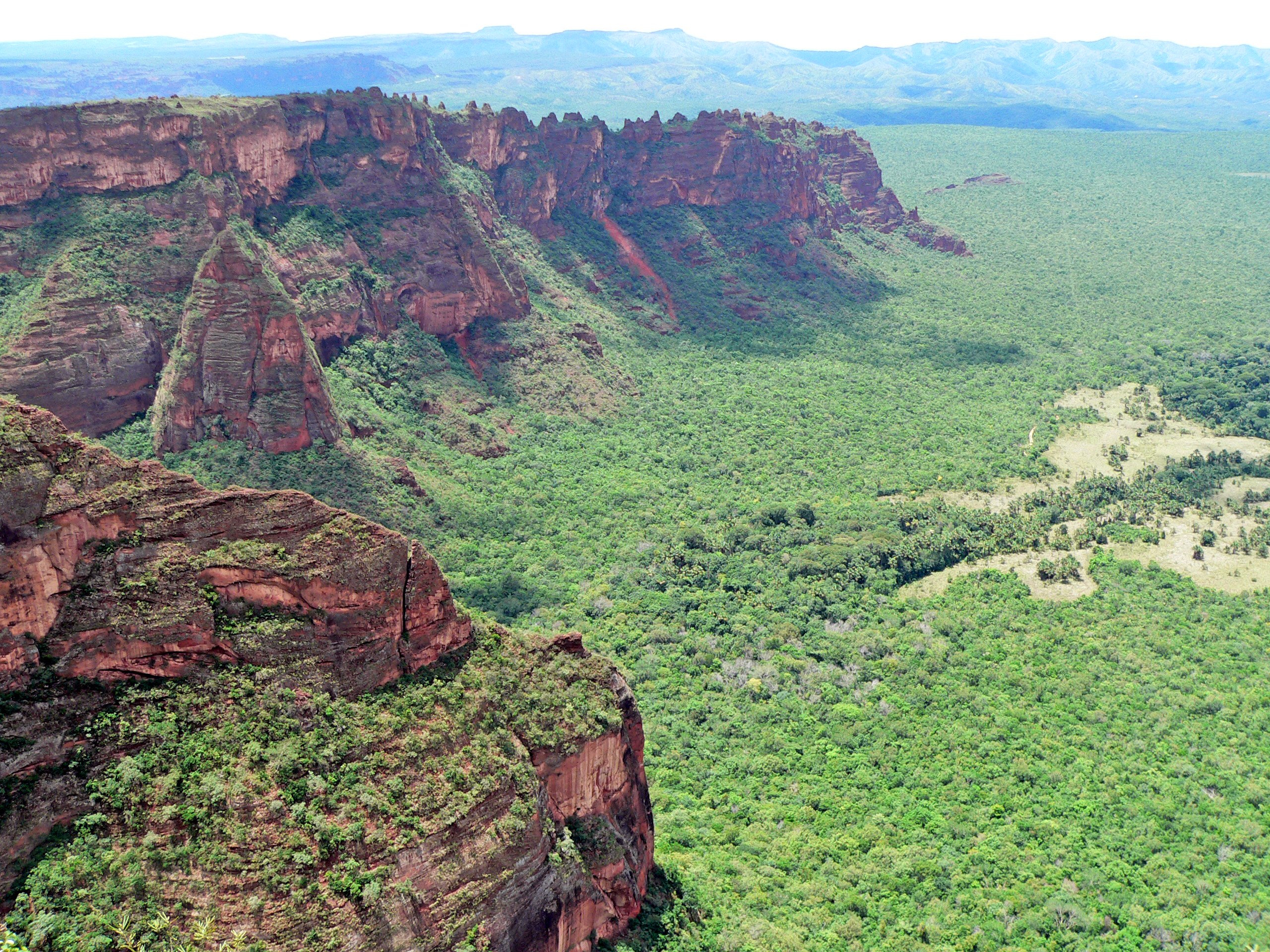
Chapada de Guimarães

La clasificación del relieve según Jurandy Ross como los Planaltos: Chapada de la Cuenca de Paraná, Chapada de los Parecis, Residuales Sur-Amazónicos y Sierras residuales del Alto Paraguay. Depresiones: Marginal Sur-Amazónico, depresión del Araguaia, depresión Cuiabana y depresión del Alto Paraguay-Guaporé. Llanuras: Llanura del Río Araguaia, Llanura y Pantanal del Río Guaporé y Llanura y Pantanal Mato-Grossense.

## Demografía
Mato Grosso es un estado de pueblos diversos, una mezcla de indios, negros, españoles y portugueses que se mezclaron en los primeros años del periodo colonial. Fue esa gente mezclada la que recibió migrantes venidos de otras partes del país. Hoy, el 41% de los habitantes del estado nacieron en otras partes del país o en el exterior.
Según el último levantamiento del Instituto Brasileño de Geografía y Estadística (IBGE) realizado en 2010, Mato Grosso posee 3.035.122 habitantes, lo que representa el 1,59% de la población brasileña. Viven en la zona urbana 81,9% de la población, contra 18,1% de la zona rural. El número de hombres corresponde a 51,05%, siendo ligeramente superior al de las mujeres, que representa 48,95%.
Mato Grosso es un estado de proporciones gigantescas con diversas regiones deshabitadas, lo que interfiere directamente en la tasa de densidad demográfica, que es de 3,3 habitantes por km². Es el segundo más populoso del Centro-Oeste, quedando atrás sólo de Goiás, que tiene casi el doble de habitantes (6.003.788) y con poco más que Mato Grosso del Sur (2.449.341). La tasa de crecimiento demográfico de Mato Grosso es del 1,9% al año.